# Квинт Лабиен
Квинт Лабие́н (лат. Quintus Labienus; ум. 39 до н. э.) — древнеримский полководец, сын Тита Лабиена.
После убийства Цезаря в 44 до н. э. Квинт Лабиен примкнул к партии Брута и Кассия и был отправлен ими в Парфию просить помощи у царя Орода II. В Парфии он находился длительное время, однако ещё до того, как он получил определённый ответ от Орода, пришла новость о битве при Филиппах, в которой погибли Брут и Кассий. Видя, что триумвиры не щадят своих противников, Лабиен решил продолжить свои действия в Парфии. Вскоре обстоятельства сложились таким образом, что Лабиен получил шанс отомстить триумвирам. В это время Октавиан был полностью занят делами в Италии и войной с Секстом Помпеем, а Антоний, которому выпало управлять восточными провинциями, оставался в Египте, пленённый чарами Клеопатры. Лабиен убедил Орода использовать это удачное стечение обстоятельств для вторжения в римские провинции в Азии. Для этих целей парфянский царь выделил Лабиену и царевичу Пакору большую армию.
В 40 до н. э. парфяне пересекли Евфрат и вторглись в Сирию. Сначала они были отброшены от стен Апамеи, однако по причине того, что почти все гарнизоны провинции были укомплектованы старыми солдатами Брута и Кассия, примкнувшими к армии триумвиров только после их победы, Лабиен и Пакор не встретили серьёзного сопротивления при взятии этих гарнизонов. Большинство из этих войск перешло под знамёна Лабиена, тем не менее, их командир Децидий Сакса остался верен Антонию. Однако вскоре он был легко побеждён, а Лабиен и парфяне завладели двумя великими городами: Антиохией и Апамеей. Пакор с парфянским войском остался в Сирии и продолжил покорение региона, продвигаясь на юг к Палестине. Лабиен же с перешедшими на его сторону римскими легионами вступил в Малую Азию, преследуя Саксу, которого он вскоре настиг и убил в Киликии. Затем он продолжил движение вдоль южного побережья Малой Азии, покоряя почти все города на своём пути. Сопротивление оказали лишь Алабанда, Миласа и Стратоникея. Алабанду и Миласу Лабиен взял силой, Стратоникею же ему так и не удалось захватить.
Вслед за этим Лабиен принял титулы «Парфянский» и «Император». С принятием этого имени, как отмечает Дион Кассий, Лабиен отошёл от традиции, когда римские полководцы, такие как Сципион Африканский, Сервилий Исаврик, Фабий Аллоброгик, получали агномен в честь побеждённого народа. Лабиен же напротив принял титул «Парфянский» в честь победившей стороны. Именно с таким намёком командир гарнизона Миласы Гибрей отправлил Лабиену язвительное послание о том, что в ответ будет называть себя Карийским императором.
Однако успехи Лабиена всё же привлекли внимание Антония. В 39 до н. э. он отправил в Малую Азию армию под командованием самого способного своего легата Публия Вентидия Басса. Басс неожиданно напал на армию Лабиена ещё до того, как последний получил сведения о его подходе. Не имея достаточного количества воинов для битвы с армией Басса, Лабиен отступал в направлении Сирии для соединения с армией Пакора. Однако соединению армий помешало стремительное продвижение Басса, который пересёк Таврские горы и преградил путь армии Лабиена. Обе стороны не предпринимали никаких действий несколько дней: Вентидий ждал тяжеловооружённую пехоту, а Лабиен — подхода союзной парфянской армии. Парфяне шли ему на помощь, однако были разбиты Вентидием прежде, чем смогли соединиться с силами Лабиена. В этих условиях Лабиен, не решаясь вступить в битву с Вентидием, оставил своё войско и тайно бежал в Киликию. В Киликии он скрывался в течение некоторого времени, но всё же был пойман Деметрием, вольноотпущенником Октавиана, и убит.
Греческий историк Страбон описывал Квинта Лабиена как весьма безрассудного молодого человека со страстным характером. На найденных монетах Лабиена на аверсе изображён его профиль с надписью Q. LABIENVS PARTHICVS IMP., на реверсе — лошадь, символизирующая знаменитую кавалерию парфян.